# Daniel Stefański
Daniel Bogdan Stefański (ur. 2 lipca 1977 w Bydgoszczy) – polski sędzia piłkarski (Kujawsko-Pomorski ZPN), arbiter Ekstraklasy (od 2009) i międzynarodowy FIFA.

## Życiorys
5 czerwca 2013 zadebiutował jako sędzia międzynarodowy prowadząc mecz rundy elitarnej Mistrzostw Europy U-19 Austria – Bośnia i Hercegowina. 4 lipca 2013 zadebiutował w Lidze Europy UEFA sędziując mecz kwalifikacji Gandzasar Kapan – FK Aktöbe. 21 lipca 2015 zadebiutował w Lidze Mistrzów UEFA, sędziując mecz kwalifikacji Dila Gori – FK Partizan.
Mąż Karoliny Bojar, będącej także sędzią piłkarską. Wraz z nią sędziował podczas rozgrywek Move Federation.

## Mecze sędziowane w Lidze Mistrzów UEFA
| Runda                | Data       | Mecz                                     |           |           |   |
| -------------------- | ---------- | ---------------------------------------- | --------- | --------- | - |
| II runda eliminacji  | 21.07.2015 | Dila Gori 0 – 2 FK Partizan              | 5 (3 + 2) | 0         | 0 |
| II runda eliminacji  | 19.07.2016 | Sheriff Tyraspol 0 – 0 Hapoel Beer Szewa | 8 (4 + 4) | 1 (0 + 1) | 0 |
| III runda eliminacji | 26.07.2017 | Red Bull Salzburg 1 – 1 HNK Rijeka       | 4 (2 + 2) | 0         | 0 |
| Razem                | –          | 3                                        | 17        | 1         | 0 |

## Mecze sędziowane w Lidze Europy UEFA
| Runda                | Data       | Mecz                                     |           |           |           |
| -------------------- | ---------- | ---------------------------------------- | --------- | --------- | --------- |
| I runda eliminacji   | 04.07.2013 | Gandzasar Kapan 1 – 2 FK Aktöbe          | 1 (1 + 0) | 0         | 0         |
| II runda eliminacji  | 18.07.2013 | Skonto FC 1 – 2 Slovan Liberec           | 5 (3 + 2) | 0         | 0         |
| I runda eliminacji   | 03.07.2014 | FK Čelik Nikšić 0 – 5 FC Koper           | 3 (1 + 2) | 1 (1 + 0) | 0         |
| II runda eliminacji  | 24.07.2014 | FC Groningen 1 – 2 Aberdeen F.C.         | 2 (1 + 1) | 0         | 0         |
| I runda eliminacji   | 02.07.2015 | FK Olimpic Sarajewo 1 – 1 Spartak Trnawa | 1 (0 + 1) | 0         | 0         |
| III runda eliminacji | 30.07.2015 | SK Sturm Graz 2 – 3 Rubin Kazań          | 7 (3 + 4) | 1 (1 + 0) | 1 (0 + 1) |
| III runda eliminacji | 28.07.2016 | Lille OSC 1 – 1 FK Qəbələ                | 3 (1 + 2) | 0         | 0         |
| Faza grupowa         | 20.10.2016 | Standard Liège 2 – 2 Panathinaikos AO    | 6 (1 + 5) | 0         | 1 (1 + 0) |
| IV runda eliminacji  | 24.08.2017 | Fenerbahçe SK 1 – 2 Wardar Skopje        | 2 (2 + 0) | 0         | 0         |
| Faza grupowa         | 28.09.2017 | BATE Borysów 2 – 4 Arsenal F.C.          | 3 (3 + 0) | 0         | 0         |
| Faza grupowa         | 19.10.2017 | Skënderbeu Korcza 0 – 0 FK Partizan      | 6 (3 + 3) | 0         | 0         |
| Faza grupowa         | 23.11.2017 | Rosenborg BK 0 – 1 Real Sociedad         | 2 (1 + 1) | 0         | 0         |
| 1/16 finału          | 15.02.2018 | Borussia Dortmund 3 – 2 Atalanta BC      | 6 (4 + 2) | 0         | 0         |
| Razem                | –          | 13                                       | 47        | 2         | 2         |